# Kyrkokansliet

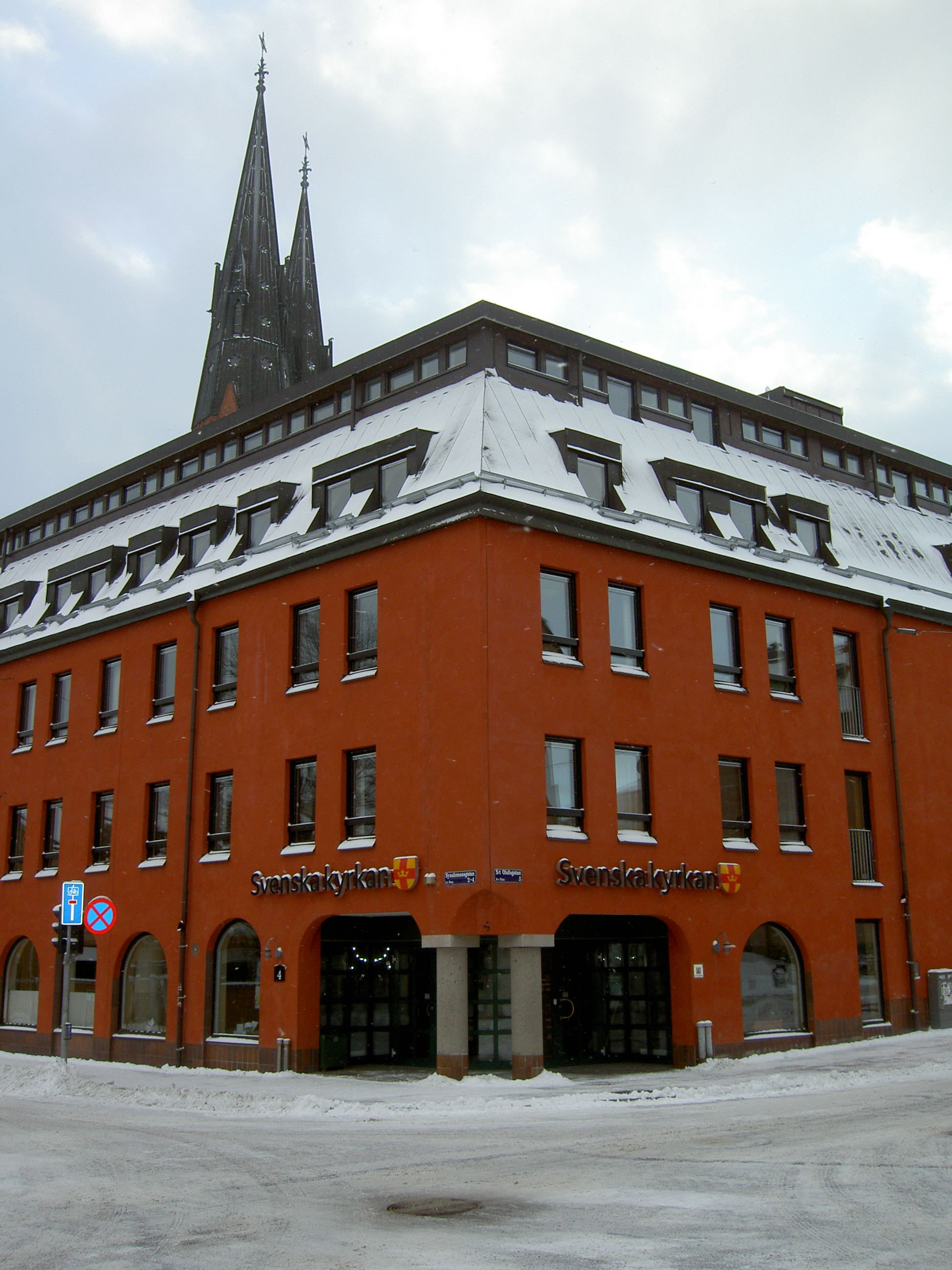
Kyrkans hus i Uppsala där kyrkokansliet finns

Kyrkokansliet i Svenska kyrkan utgör gemensamt kansli för ärkebiskopen, Kyrkostyrelsen, Svenska kyrkans olika styrelser, nämnder och råd på nationell nivå. Dess lokaler är belägna i Uppsala.

## Kyrkokansliets avdelningar
- Ärkebiskopens och generalsekreterarens sekretariat
- Avdelningen för kyrkoliv
- Internationella avdelningen
- Avdelningen för Svenska kyrkan i utlandet
- Informationsavdelningen
- Kyrkorättsavdelningen
- Ekonomi- och finansavdelningen
- Personalavdelningen

Varje avdelning har en avdelningschef som ansvarar för avdelningens budget, personal och verksamhet. Avdelningscheferna bildar tillsammans kyrkokansliets ledningsgrupp som leds av generalsekreteraren.
Till kansliet hör "Svenska kyrkans arkiv i Uppsala" (SvKAU), som förvarar cirka 4 000 hyllmeter handlingar, 800 filmer (deponerade vid Filmarkivet i Grängesberg) och cirka 100 000 bilder, bland annat från Svenska kyrkans mission, Svenska kyrkans sjömansvårdsstyrelse, Lutherhjälpen, Kyrkomötet, Kyrkostyrelsen och dess föregångare Centralstyrelsen. Svenska kyrkans handlingar från folkbokföringen (kyrkböcker), finns dock hos landsarkiven och Riksarkivet.